# Groises
Groises ist eine französische Gemeinde mit 131 Einwohnern (Stand: 1. Januar 2022) im Département Cher in der Region Centre-Val de Loire. Sie gehört zum Arrondissement Bourges und zum Gemeindeverband Berry-Loire-Vauvise.

## Geografie
Groises liegt im Berry etwa 35 Kilometer nordöstlich von Bourges am Flüsschen Chanteraine. Umgeben wird Groises von den Nachbargemeinden Jalognes im Westen und Norden, Feux im Nordosten und Osten, Lugny-Champagne im Südosten und Süden sowie Étréchy und Azy im Südwesten.

## Bevölkerungsentwicklung
| Jahr                       | 1962 | 1968 | 1975 | 1982 | 1990 | 1999 | 2007 | 2019 |
| Einwohner                  | 270  | 257  | 225  | 197  | 155  | 138  | 138  | 133  |
| Quellen: Cassini und INSEE |      |      |      |      |      |      |      |      |

## Sehenswürdigkeiten
- Kirche Saint-Martin
- Schloss Pesselières, seit 2009 Monument historique

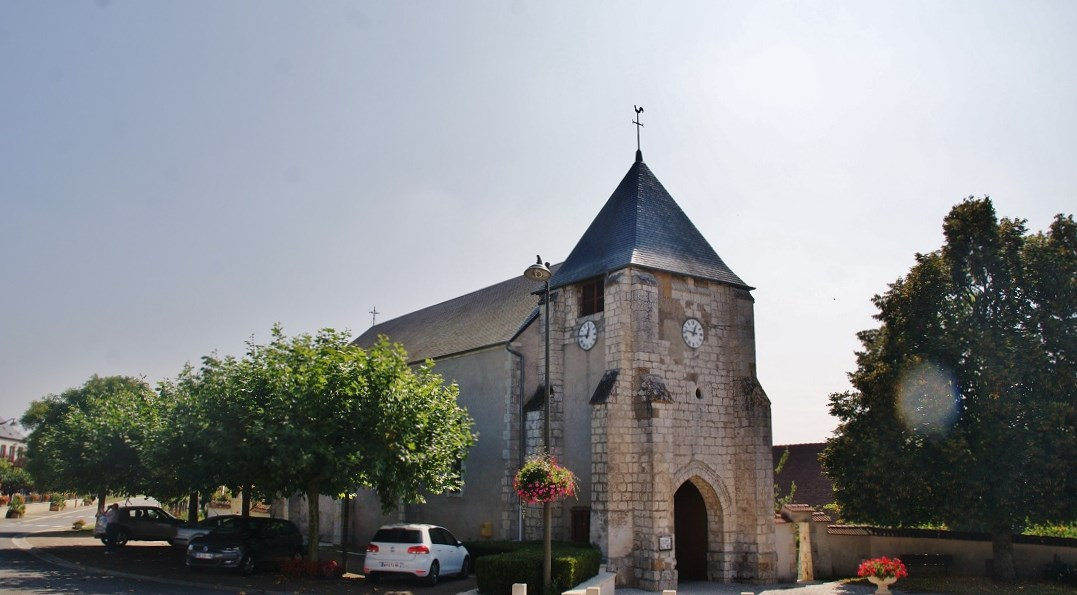
Kirche Saint-Martin
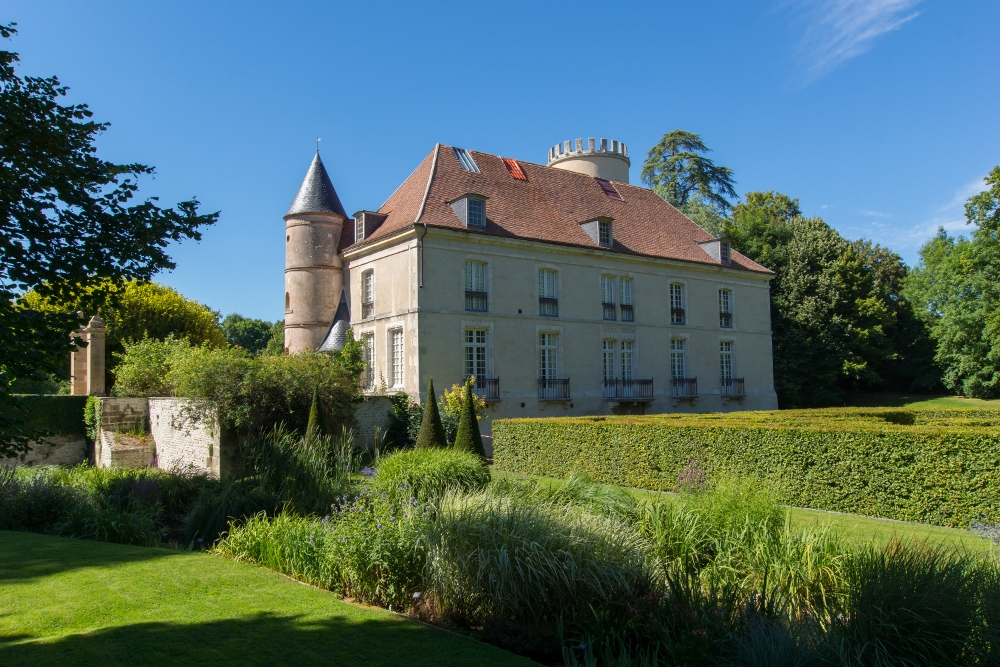
Schloss Pesselières